# سیارک ۲۳۰۶۱
سیارک ۲۳۰۶۱ (به انگلیسی: 23061 Blueglass، نامگذاری:1999XW46) بیست و سه هزار و شصت و یکمین سیارک کشف شده‌است که در ۷ دسامبر ۱۹۹۹ کشف شد.
قدر مطلق سیارک برابر ۱۹.۵ است.